# ZonejeuX
ZonejeuX était un site de jeu en réseau gratuit et une communauté de joueurs francophones, avec plus de 1 800 000 inscriptions. Il fut, à l'époque de la bulle Internet, l'une des plus grosses communautés de joueurs avec le site Goa. Créé en 1999 par le groupe Infosources (fililale de Belgacom), il fut ensuite récupéré par le groupe IXO Publishing (en) (ancienne filiale d'Infosources). Face à la conjoncture économique de l'éclatement de la bulle Internet, n'arrivant pas à trouver des revenus assurant sa rentabilité (la tentative d'ajouter des services payants n'a pas suffi à redresser la situation), le site déposa le bilan. Il fut cependant repris en 2005 par la société Luditech, qui en fit un site pour joueurs occasionnels (Casual gaming).
Il proposait initialement l'accès gratuit à des serveurs de jeux en réseau tels que Counter-Strike, Age of Empires et Age of Empires II: The Age of Kings, Unreal Tournament etc., et les jeux de Rentabiliweb, multijoueurs en temps réels (échecs, dames, backgammon, reversi, coinche, belote, etc) et des jeux solos (en Flash ou Java). Les joueurs se retrouvaient dans une salle d'attente, le Groom, accessible après l'installation d'un plugin propriétaire.

## Histoire
Après 6 mois de travail d'une équipe de 15 personnes,ZonejeuX est lancé le 5 novembre 1999 par le groupe Infosources, proposant une plate-forme de jeux en réseau, un accès internet sans abonnement et un service d'email gratuit, mais aussi une page d'actualité du jeu vidéo en partenariat avec les sites de jeu vidéo GameSpot et Overgame, un forum et un chat. Il dispose dans sa version de 27 jeux, dont Quake III Arena, Unreal Tournament et Age of Empires et souhaite faire concurrence à GOA, lancé en mars de la même année
,. Pour promouvoir son site, Infosources investit 1,5 million de francs de publicité sur l'année 1999.
En février 2000, le site dépasse les 100 000 membres et est détenu à 50 % par Infogrames, Infosources ayant d'ailleurs été créé par Christophe Sapet, cofondateur d'Infogrames. Il s'oriente vers une clientèle diverse, contrairement à GOA et World Opponent Network, qui ciblent plutôt les hardcore gamers. En effet, les jeux les plus populaires sont les échecs, avec un tiers du trafic pour les échecs, Half-Life avec 25 à 30 % du trafic puis Age of Empires. En novembre 2000, le site disposerait de 500 000 membres pour un million de visites uniques au mois d'octobre selon Cybermétrie, et emploie une trentaine de personnes. Avec un chiffre d'affaires prévisionnel de 0,8 million d'euros en 2000 provenant entièrement de la publicité, le site vise la rentabilité pour 2003, jugeant que le marché n'est pas encore mûr. Une nouvelle version est lancée ainsi qu'une filiale en Espagne, Hastajuego, le groupe détenant des magazines dans ce pays. Le site est dorénavant soutenu par la filiale IXO, issue de la fusion des services fournisseur d'accès internet de Belgacom Skynet et d'Infosources.
ZonejeuX réalise finalement un chiffre d'affaires de 0,3 million d'euros en 2000, principalement grâce aux recettes publicitaires, et atteint les 600 000 inscrits en mars 2001. En septembre 2001, il est le 16e site français le plus fréquenté pour Cybermétrie, avec 951 732 visiteurs uniques,. En février 2002, il est le 4e site de jeu vidéo français avec 156 000 visiteurs uniques selon NetValue. Le 22 avril 2002, ZonejeuX lance un service de location de jeux vidéo, au départ, en partenariat avec Infogrames.
Mal en point, le site devient payant en décembre 2002, la publicité ne couvrant plus que 15 % de ses dépenses. Après avoir investi 10,6 millions d'euros depuis la création du site, IXO annonce la liquidation judiciaire de ZonejeuX, qui est prononcée le 20 mai 2003. La fermeture du site est due à l'effondrement des recettes publicitaires en 2001 - les différentes manœuvres pour sauver le site (restructuration, lancement de l'offre payante) ayant échoué.
ZonejeuX est racheté par la société Rentabiliweb à hauteur de 55 % en 2004. Après une version bêta ouverte en juillet 2004, le site, dirigé par Nicolas Ferrad, est rouvert officiellement en mai 2005, proposant une centaine de jeux récents et classiques, allant de Counter Strike et Warcraft 3 aux casse-briques et aux dames. Il revendique 1,8 de membres inscrits depuis 1999, dont 55 % de femmes.

## Services
Dans la nouvelle version, la salle d'attente est une salle de discussion appelée Groom, avec des services audio et vidéo, des mini-jeux et du contenu communautaire.